# Achaemenes marginatus
Achaemenes marginatus är en insektsart som beskrevs av Synave 1963. Achaemenes marginatus ingår i släktet Achaemenes och familjen kilstritar. Inga underarter finns listade i Catalogue of Life.